# Groși, Maramureș
Groși este satul de reședință al comunei cu același nume din județul Maramureș, Transilvania, România. Se află într-o zonă pitorească, la 5 km de municipiul Baia Mare.

## Istoric
Prima atestare documentară: 1411 (Thwkes, Thukes). 

## Etimologie
Etimologia numelui localității: din n. top. Groși (< subst. gros „butuc", pl. groși). 

## Așezământ monahal
In Grosi este o mănăstire ortodoxă (Habra), cu hramul „Învierea Domnului” (1996). 

## Tradiții
Groșenii au reactualizat „danțul la șură", un obicei străbun, unde oamenii se adună duminica pentru a se relaxa cu muzica și dansul popular, organizat în gospodăria unuia dintre groșeni (în fiecare duminică la un alt gospodar).

## Personalități
- Dumitru Fărcaș (1938 - 2018), taragotist
- Dumitru Dobrican, (n. 15 august 1943), taragotist
- Anton Rohian (n. 1953), politician, prefect al jud. Maramureș (martie 2013 - martie 2016).